# Virken
Virken är två sammanhängande sjöar i Åtvidabergs kommun i Östergötland
- Övre Virken, 58°10′06″N 15°56′44″Ö / 58.1682°N 15.9455°Ö (93,6 ha)
- Nedre Virken, 58°09′06″N 15°59′24″Ö / 58.1516°N 15.9901°Ö (2,58 km²)